# 1878 na arte

## Nascimentos
| Data            | Nome                 | Profissão                          | Nacionalidade                              | Observações | Ref |
| --------------- | -------------------- | ---------------------------------- | ------------------------------------------ | ----------- | --- |
| 25 de fevereiro | Acácio Lino          | pintor e escultor                  | Reino Unido de Portugal, Brasil e Algarves | m. 1956     |     |
| ??              | Helios Seelinger     | pintor, desenhista e caricaturista | Brasil                                     | m. 1965     |     |
| ??              | Francisco dos Santos | escultor e pintor                  | Reino Unido de Portugal, Brasil e Algarves | m. 1930     |     |

## Mortes
| Data         | Nome           | Profissão           | Nacionalidade | Observações | Ref |
| ------------ | -------------- | ------------------- | ------------- | ----------- | --- |
| 21 de agosto | Conrad Martens | pintor e desenhista | Reino Unido   | n. 1801     |     |